# Cynanchum gilbertii
Cynanchum gilbertii là một loài thực vật có hoa trong họ La bố ma. Loài này được Liede mô tả khoa học đầu tiên năm 1997.